# Forças Libanesas
As Forças Libanesas (em árabe: القوات اللبنانية, translit. al-Quwwāt al-Lubnānīyah) constituem um partido político cristão libanês e ex-milícia durante a Guerra Civil Libanesa. Atualmente detém 19 dos 128 assentos no parlamento do Líbano e, portanto, é o maior partido no parlamento. 

## História

### Fundação
A Frente Libanesa foi organizada informalmente em janeiro de 1976 sob a liderança do pai de Bachir, Pierre Gemayel e Camille Chamoun. Começou como uma simples coordenação ou comando conjunto entre os partidos predominantemente cristãos Kataeb / Milícia Tigres, Al-Tanzim, Brigada Marada e Guardiões dos Cedros (GdC) e suas respectivas alas militares. A principal razão por trás da formação da Frente Libanesa foi fortalecer o lado cristão contra o desafio apresentado pelo Movimento Nacional Libanês (MNL), uma aliança guarda-chuva de partidos/milícias de esquerda aliados à Organização para a Libertação da Palestina (OLP).

#### Invasão israelense do Líbano
Em 1982, Bachir se encontrou com Hani Al-Hassan (representante da OLP) e disse a ele que Israel entraria e os eliminaria. Bachir disse a ele para deixar o Líbano pacificamente antes que fosse tarde demais. Hani deixou o encontro sem nenhuma resposta dada a Bachir.
Israel invadiu o Líbano, argumentando que uma intervenção militar era necessária para erradicar os guerrilheiros da OLP da parte sul do país. As forças israelenses finalmente se moveram em direção a Beirute e sitiaram a cidade, com o objetivo de remodelar o cenário político libanês e forçar a saída da OLP do Líbano. Em 1982, Israel era o principal fornecedor das Forças Libanesas, dando-lhes assistência em armas, roupas e treinamento.
Após a expulsão da OLP do país para a Tunísia, em acordo negociado, Bachir Gemayel tornou-se o homem mais jovem a ser eleito presidente do Líbano. Ele foi eleito pelo parlamento em agosto; a maioria dos membros muçulmanos do parlamento boicotou a votação.
Nove dias antes de assumir o cargo, em 14 de setembro de 1982, Bachir foi morto junto com outras 25 pessoas na explosão de uma bomba na sede das Falanges em Achrafieh. O ataque foi perpetrado por Habib Shartouni, membro maronita do Partido Social Nacionalista Sírio (PSNS), que muitos acreditam ter agido sob instruções do governo sírio do presidente Hafez al-Assad. No dia seguinte, Israel moveu-se para ocupar a cidade, permitindo que membros falangistas sob o comando de Elie Hobeika entrassem em Sabra, localizado centralmente, e no campo de refugiados de Shatila; seguiu-se um massacre, no qual os falangistas mataram entre 762 e 3.500 (número é contestado) civis, a maioria palestinos e xiitas libaneses, causando grande comoção internacional.

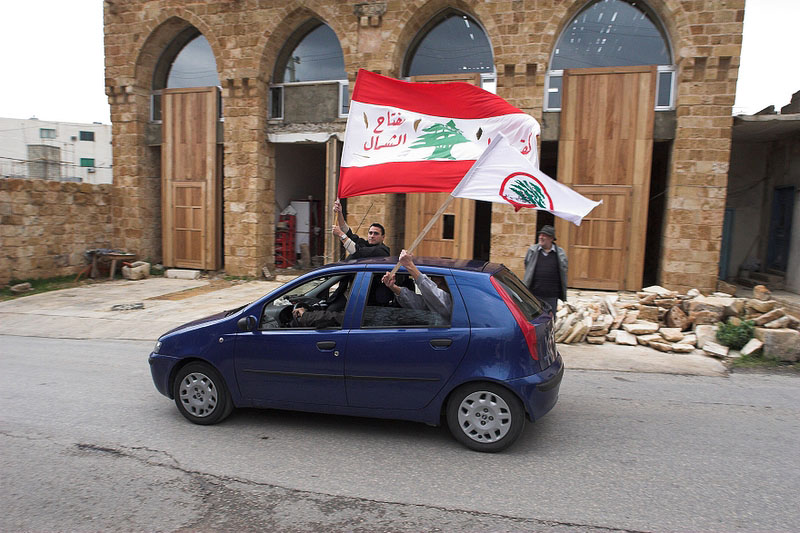
Apoiadores das Forças Libanesas

#### Representação política atual
As Forças Libanesas e seus principais representantes políticos se esforçam para restabelecer os muitos direitos cristãos, que foram significativamente diminuídos durante a ocupação do Líbano pela Síria, especificamente de 1990 a 2005. Alguns dos outros objetivos principais da Força Libanesa incluem a formulação de uma lei eleitoral justa, que permitiria que a população cristã fosse representada de forma justa nas eleições locais e parlamentares. O partido também enfatizou a ideia de reafirmar os poderes anteriormente concedidos ao presidente libanês antes de serem diminuídos no Acordo de Taife.
- Bashir Gemayel - Fundador da milícia
- Samir Geagea - Atual líder e fundador

##### Eleições gerais de 2022
As Forças Libanesas apresentaram 18 membros diretos junto com muitos outros aliados em todos os distritos eleitorais, durante as eleições com um grande sentimento anti-Hezbollah. As Forças Libanesas viram muitas retiradas de candidatos especificamente em áreas dominadas pelos xiitas, o que foi atribuído ao Hezbollah e ao Movimento Amal por pressionar os candidatos xiitas do 14 de março. As Forças Libanesas garantiram 19 assentos, tornando o maior partido de base cristã no parlamento.
Depois de garantir a maioria dos assentos no parlamento, Samir Geagea também enfatizou sua promessa de não votar no presidente em cargo por 30 anos, Nabih Berri, citando a corrupção no Bloco.

## Resultados eleitorais
| Data | Cl. | Votos   | %          | +/– | Deputados | +/– | Líder        | Líder |
| ---- | --- | ------- | ---------- | --- | --------- | --- | ------------ | ----- |
| 2005 | 6.º |         | 4,6 / 100  |     | 6 / 128   |     | Samir Geagea |       |
| 2009 | 6.º |         |            |     | 8 / 128   | 2   | Samir Geagea |       |
| 2018 | 5.º | 168 960 | 9,6 / 100  |     | 15 / 128  | 7   | Samir Geagea |       |
| 2022 | 2.º | 210 324 | 11,6 / 100 | 2   | 19 / 128  | 4   | Samir Geagea |       |